# 50e brigade parachutiste (Inde)
La 50e brigade parachutiste est une formation de la taille d'une brigade de l'armée indienne. Sa force principale est formée de bataillons du régiment de parachutistes. Il se compose de 2 bataillons des forces spéciales aéroportées, appuyés par des unités du régiment d'artillerie, du corps du génie et d'un hôpital de campagne para.

## Histoire
La brigade fut initialement créée au sein de l'armée indienne britannique pendant la Seconde Guerre mondiale. Elle fut formée en octobre 1941 pour la guerre du Pacifique en tant que brigade de parachutistes indépendante. Plus tard, ce fut l'une des deux brigades de parachutistes de la 44e division aéroportée indienne. La brigade prit part à la bataille de Sangshak, qui fut crédité du retard des forces japonaises pour la bataille d'Imphal et permis au renfort britannique et indien d'atteindre Kohima.
Après sa formation, la brigade avait la structure suivante:
- Quartier général de la brigade
- Section des transmissions de brigade
- 151e bataillon The Parachute Regiment (britannique)
- 152e bataillon de parachutistes (indien)
- 153e bataillon de parachutistes (Gurkha)
- 411e (Royal Bombay), section du génie parachutiste, Indian Army Corps of Engineers (en)